# Ōkuwa
Ōkuwa (jap. 大桑村 Ōkuwa-mura) – wieś w Japonii, na wyspie Honsiu, w prefekturze Nagano. Według danych na rok 2020 miejscowość zamieszkiwało 3 439 mieszkańców , a gęstość zaludnienia wyniosła 14,7 os./km².